# Rodney Cooper
Rodney Cooper (Hurtsboro, Alabama, 20 de marzo de 1993) es un exbaloncestista estadounidense. Con 1,98 metros de estatura, jugaba en la posición de escolta.

## Trayectoria deportiva

### Universidad
Jugó cuatro temporadas con los Crimson Tide de la Universidad de Alabama, en las que promedió 8,6 puntos, 3,9 rebotes y 1,2 asistencias por partido.

### Profesional
Tras no ser elegido en el Draft de la NBA de 2015, el 8 de agosto fichó por el Soproni KC de la liga húngara, pero fue despedido un mes después, antes del comienzo de la competición. En el mes de octubre fichó por los Gigantes del Estado de México de la liga mexicana, donde únicamente disputó tres partidos, en los que promedió 11 puntos, 3 rebotes y 3 asistencias.
El 1 de diciembre fichó por los Maine Red Claws de la NBA D-League.